# استیل‌سیستئین
استیل سیستئین (به انگلیسی: ACETYLCYSTEINE) خلط‌آور است که به اشکال دارویی قرص و قرص جوشان مصرف می‌شود.

## موارد مصرف
کاربرد اصلی این دارو  در مسمومیت با استامینوفن و نیز جهت کمک به دفع خلط مجاری تنفسی بکار می‌رود.
سایر موارد کاربرد :
در درمان اعتیاد به کوکایین ـ ماری جوانا، سیگار کشیدن (کاهش استفاده)  و قمار 
افسردگی دوقطبی
روان گسیختی 
درخودماندگی(اوتیسم)
وسواس کندن موها (تریکوتیلومانیا)
استیل سیستئین خوراکی همچنین برای پیشگیری از نوعی نارسایی حاد کلیه مورد استفاده قرار می‌گیرد.
ممکن است به‌دلیل دفع خلط مجاری تنفسی برای درمان بیماری مزمن انسداد ریوی و یا سوختگی راه تنفس مفید باشد.

## مکانیسم اثر
در درمان مسمومیت       با استامینوفن و کربن مونواکسید این دارو با احیای گلوتاتیون (گلوتاتیون متابولیت سمی استامینوفن به نام NAPQI را خنثی می‌کند) موجب کاهش آسیب کبدی استامینوفن و خنثی شدن آن می‌گردد.

## عوارض جانبی
عوارض این دارو خیلی شایع نیست ولی می‌توان به عوارض واکنش‌های حساسیتی، انقباض برونش و کاهش spo2، ادم صورت، بثورات جلدی اشاره نمود. 
مصرف طولانی مدت مداوم آن منجر به آسیب ریه می‌شود.
عوارض جانبی رایج شامل تهوع و استفراغ هنگام مصرف توسط دهان است. گاهی ممکن است پوست با هر یک از شکل ها قرمز و به خارش دچار شود. نوعی آنافیلاکسی غیر ایمنی نیز ممکن است رخ دهد. به نظر می رسد در دوران بارداری بی خطر است. 
عوارض غیرشایع: استوماتیت، سردرد، وزوز گوش
عوارض نادر: خونریزی
عوارض بسیار نادر: واکنش‌های افزایش حساسیت مانند خارش، کهیر، بثورات جلدی، تنگی نفس به‌خصوص در بیماران مبتلا به آسم- اسپاسم مجاری تنفسی.